# Small Faces (film)
Small Faces är en skotsk dramafilm från 1996 i regi av Gillies MacKinnon.
1999 placerade British Film Institute filmen på 98:e plats på sin lista över de 100 bästa brittiska filmerna genom tiderna.

## Rollista i urval
- Iain Robertson - Lex Maclean
- Joe McFadden - Alan Maclean
- Steven Duffy - Bobby Maclean
- Laura Fraser - Joanne McGowan
- Garry Sweeney - Charlie Sloan
- Clare Higgins - Lorna Maclean
- Kevin McKidd - Malky Johnson
- Ian McElhinney - farbror Andrew
- Colin McCredie - Doug